# AN/AAR-60

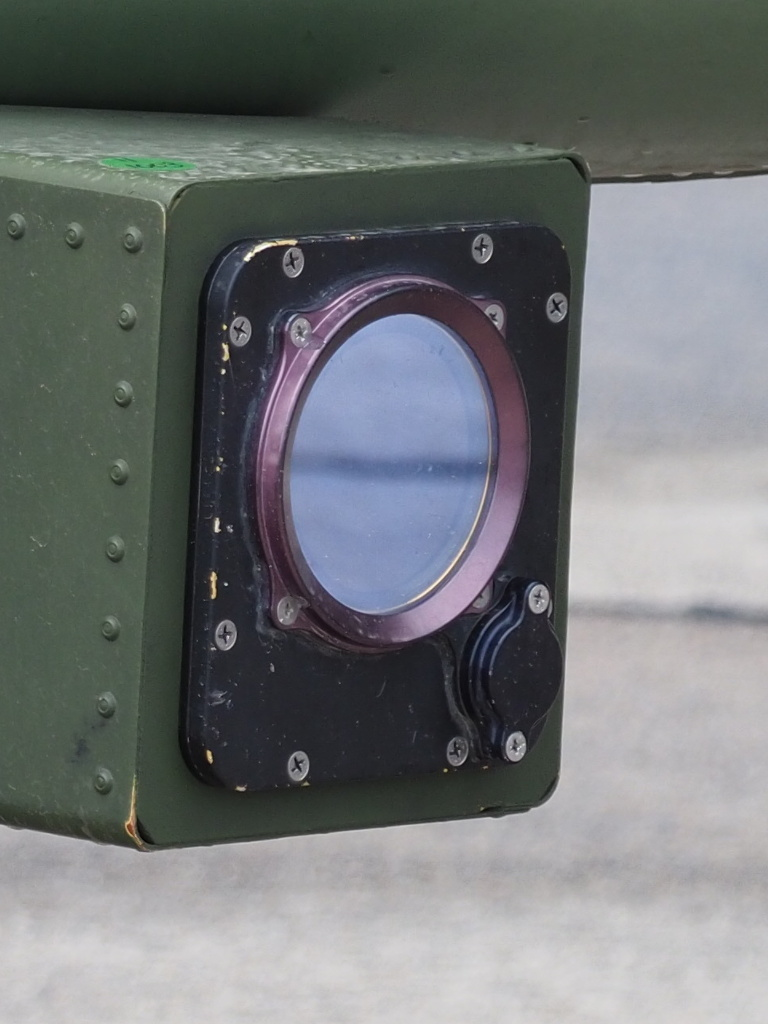
AN/AAR-60 Sensor am Eurocopter Tiger

Das AN/AAR-60 (JETDS-Bezeichnung) oder „Missile Launch Detection System“ (MILDS) ist ein Raketenwarnsystem, welches die Besatzung von Hubschraubern und Flugzeugen vor feindlichen Lenkflugkörpern warnen soll. Es wird von der Hensoldt Sensors GmbH produziert und wurde weltweit in über 8000 Einheiten verkauft.

## Beschreibung
Um anfliegende Raketen zu erkennen, verfügt das AAR-60 über vier bis sechs passive Weitwinkel UV-Sensoren, welche die Abgasfahne von bis zu acht Lenkflugkörpern erfassen, verfolgen und identifizieren können. Die Signalverarbeitung ist bereits in die Sensoreinheit integriert, wodurch keine zusätzlichen spezialisierten Komponenten benötigt werden.
Es existiert auch eine weiterentwickelte Variante, welche auf schnellfliegenden Flugzeugen installiert werden kann und als „AN/AAR-60(V)2 MILDS F“ bezeichnet wird.

## Technische Daten
Anmerkung: alle Angaben beziehen sich auf eine einzelne Sensoreinheit
- Gewicht: 2,0 kg
- Ausmaße (B×H×L): 12,0 × 10,7 × 10,8 cm
- Energiebedarf: <14 W
- MTBF: > 9.600 Stunden

## Plattformen
- F-16 Fighting Falcon
- C-130 Hercules
- P-3 Orion
- Eurocopter Tiger
- NH90
- UH-1 Iroquois
- CH-47 Chinook
- UH-60 Black Hawk
- Mi-17